# Pereslavl-Zalesski
Pereslavl-Zalesski (Russisch: Переславль-Залесский; Pereslavl Zalesski) is een stad in de Russische oblast Jaroslavl. Oorspronkelijk (tot en met de 15e eeuw) heette de plaats Pereslavl. De stad ligt aan de oever van het Plesjtsjejevomeer aan de monding van de rivier de Troebezj.

## Geschiedenis
Pereslavl-Zalesski werd in 1152 gesticht door prins Joeri Dolgoroeki als hoofdstad van Zalesje. De stad werd vernoemd naar de stad Pereslavl in het huidige Oekraïne. In 1175 werd de stad het centrum van het vorstendom Pereslavl-Zalesski en in 1302 werd het gebied door het grootvorstendom Moskou geannexeerd. Tussen het midden van de 13e eeuw en het begin van de 15e eeuw werd Pereslavl-Zalesski meerdere malen door de Gouden Horde geplunderd. Ook tijdens de Poolse invasie in 1611 werd de stad veroverd en geplunderd. Tijdens de regering van tsaar Peter de Grote werd op het Plesjtsjejevomeer de grote Russische vloot gebouwd.

## Bezienswaardigheden
Pereslavl-Zalesski is een stad geworden van vooral toeristische waarde. In de stad bevinden zich onder andere de volgende publiekstrekkers:
- Transfiguratie- of Spaso-Preobrazjenskikathedraal (1152 - 1157)
- Kerk van Peter (1585)
- Troitse-Danilovklooster (16e - 18e eeuw)
- Nikitskiklooster (16e - 19e eeuw)
- Feodorovskiklooster (16e - 19e eeuw)

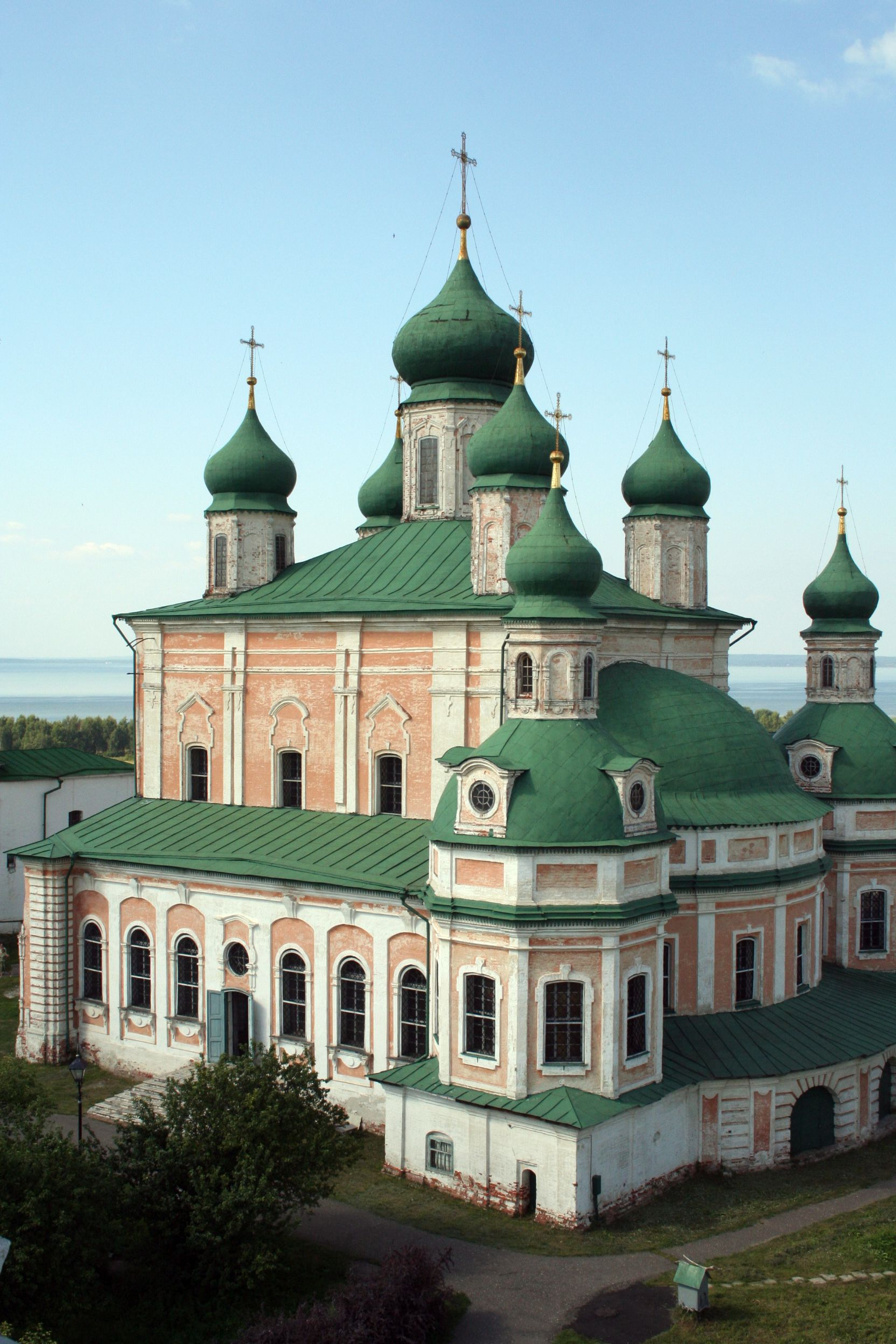
Kerk in het Goritskiklooster

- Goritskiklooster (17e - 18e eeuw)

Bestuurlijk centrum: Jaroslavl

Danilov · Gavrilov-Jam · Ljoebim · Mysjkin · Oeglitsj · Pereslavl-Zalesski · Posjechonje · Rostov · Rybinsk · Toetajev
Aleksandrov · Bogoljoebovo · Gorochovets · Goes-Chroestalny · Ivanovo · Jaroslavl · Joerjev-Polski · Kaljazin · Kideksja · Kostroma · Moerom · Moskou · Oeglitsj · Palech · Pereslavl-Zalesski · Pljos · Rostov · Rybinsk · Sergiev Posad · Soezdal · Toetajev · Vladimir